# Calycellina leucella
Calycellina leucella är en svampart som först beskrevs av Petter Adolf Karsten, och fick sitt nu gällande namn av Dennis ex E. Müll. 1977. Calycellina leucella ingår i släktet Calycellina och familjen Hyaloscyphaceae.  Arten är reproducerande i Sverige. Inga underarter finns listade i Catalogue of Life.